# Соединительная ткань

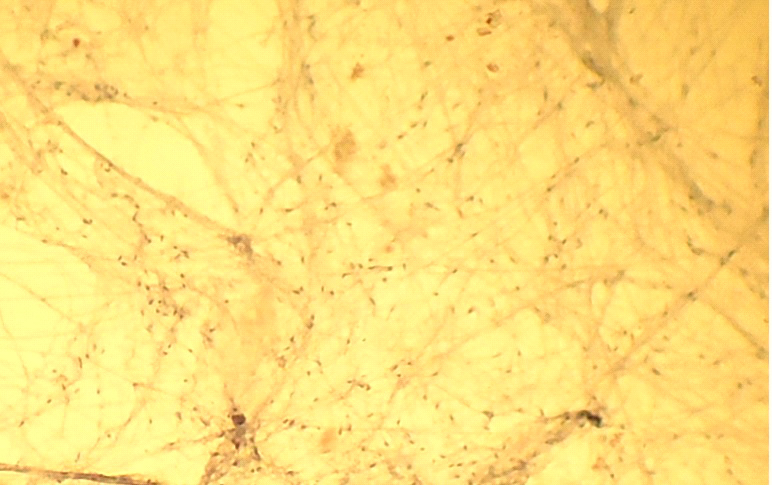
Рыхлая соединительная ткань (микроскопический снимок)

Соедини́тельная ткань — ткань животного организма, не отвечающая непосредственно за работу какого-либо органа или системы органов, но играющая вспомогательную роль во всех органах, составляя 60—90 % от их массы. Выполняет структурообразующую, защитную и трофическую функции. Соединительная ткань образует опорный каркас (строму) и наружные покровы (дерму) всех органов. Общими свойствами всех соединительных тканей является происхождение из мезенхимы, а также выполнение опорных функций и структурное сходство.
Соединительная ткань — единственная ткань, которая присутствует в организме в 4 видах — волокнистом (связки), гелеобразном (хрящи), твёрдом (кости), жидком (кровь). К соединительной ткани относят костную, хрящевую, жировую ткани, лимфу, кровь и многое другое. 
Фасции, жир, связки, сухожилия, сухожильные влагалища, кости, хрящи, сустав, суставная сумка, сарколемма и перимизий (perimysium) мышечных волокон, синовиальная жидкость, кровь, лимфа, межклеточная жидкость, внеклеточный матрикс, склера, радужка, микроглия и многое другое — это всё соединительная ткань.

## Строение соединительной ткани
Большая часть твёрдой соединительной ткани является фиброзной (от лат. fibra — волокно): состоит из волокон коллагена и эластина.
Соединительная ткань состоит из внеклеточного матрикса и нескольких видов клеток. Клетки, относящиеся к соединительной ткани:
- фиброциты — неактивные фибробласты;
- фибробласты — производят коллаген и эластин, а также другие вещества внеклеточного матрикса, способны делиться;
- фиброкласты — клетки, способные поглощать и переваривать межклеточный матрикс; являются зрелыми фибробластами, к делению не способны;
- меланоциты — сильно разветвлённые клетки, содержащие меланин, присутствуют в радужной оболочке глаз и коже (по происхождению — эктодермальные клетки, производные нервного гребня);
- макрофаги — клетки, поглощающие болезнетворные организмы и отмершие клетки ткани, чужеродные частицы (по происхождению моноциты крови);
- эндотелиоциты — окружают кровеносные сосуды, производят внеклеточный матрикс и продуцируют гепарин. Эндотелий сосудов, также, как и синовиальные клетки суставов, относятся к соединительной ткани;
- тучные клетки, или тканевые базофилы — это иммунные клетки соединительной ткани. Продуцируют метахроматические гранулы, которые содержат гепарин и гистамин. Они сконцентрированы под кожей, вокруг лимфатических узлов и кровеносных сосудов, в селезёнке и красном костном мозге. Отвечают за воспаление и аллергии;
- мезенхимные клетки — клетки эмбриональной соединительной ткани[5].

Межклеточное вещество соединительных тканей (внеклеточный матрикс) содержит множество разных органических и неорганических соединений, от количества и состава которых зависит консистенция ткани. Кровь и лимфа, относимые к жидким соединительным тканям, содержат жидкое межклеточное вещество — плазму. Матрикс хрящевой ткани — гелеобразный, а матрикс кости, как и волокна сухожилий — нерастворимые твёрдые вещества.

## Морфология соединительной ткани
Соединительная ткань — это внеклеточный матрикс вместе с клетками различного типа (фибробласты, хондробласты, остеобласты, тучные клетки, макрофаги) и волокнистыми структурами. Межклеточный матрикс (ВКМ — внеклеточный матрикс) представлен белками — коллагеном и эластином, гликопротеидами и протеогликанами, гликозаминогликанами (ГАГ), а также неколлагеновыми структурными белками — фибронектином, ламинином и др. Соединительная ткань подразделяется на:
- собственно соединительную ткань (рыхлая волокнистая и плотная волокнистая, плотная волокнистая делится на неоформленную и оформленную),
- скелетную (опорную) соединительную ткань — костную и хрящевую,
- трофическую ткань — кровь и лимфа,
- соединительную ткани со специфическими свойствами — жировую, слизистую, пигментную, ретикулярную.

Соединительная ткань определяет морфологическую и функциональную целостность организма. Для неё характерны:
- универсальность,
- тканевая специализация,
- полифункциональность,
- многокомпонентность и полиморфизм,
- высокая способность к адаптации[6].

Основными клетками соединительной ткани являются фибробласты. В них осуществляется синтез коллагена и эластина, и другие компоненты межклеточного вещества.

## Функции
Соединительная ткань выполняет широкий спектр функций, которые зависят от строения, а именно от типов клеток и волокон.
Рыхлая и плотная волокнистые неоформленные соединительные ткани, образованные в основном фибробластами и коллагеновыми волокнами, играет важную роль в обеспечении среды, в которой кислород и питательные вещества диффундируют из капилляров в клетки, а углекислый газ и продукты обмена веществ диффундируют из клеток в кровоток. Рыхлая волокнистая неоформленная соединительная ткань (РВНСТ) встречается в подкожной жировой клетчатке, кровеносных сосудах, строме паренхиматозных органов и оболочках слоистых органов.
Плотная волокнистая оформленная соединительная ткань имеет более структурированное строение и является основным функциональным компонентом сухожилий, связок и апоневрозов, а также находится в некоторых органах, например роговице. Эластичные волокна обеспечивают устойчивость к растяжению.

## Заболевания, связанные с соединительной тканью
В связи со слабостью связочного аппарата, недостаточной прочностью коллагеновых волокон могут развиваться такие заболевания, как
- Плоскостопие
- Сколиоз
- Гипермобильность суставов
- Повышается риск отслоения сетчатки
- Опущение различных органов (пример: нефроптоз — опущение почки)
- Диастаз (расхождение прямых мышц живота)

Нарушения иммунитета тоже можно отнести к заболеваниям соединительной ткани, так как за иммунитет отвечает тоже преимущественно она, в основном — лимфатическая и кровеносная системы, которые к ней относятся.

## Заболевания и пороки соединительной ткани
- Коллагеновая недостаточность
- Заболевания крови
- Иммунодефицит
- Сепсис
- Гангрена
- Остеопороз
- Остеохондроз
- Отёк
- Целлюлит (воспаление)
- Разрыв / Растяжение связок
- Перелом кости
- Рубец / Шрам
- Ревматические болезни
- Синдром Марфана
- Антифосфолипидный синдром
- Системная красная волчанка[8]
- Саркома